# Sint-Aloysiusschool (Gouda)
De Sint-Aloysiusschool in Gouda is een monumentaal pand gelegen aan de Spieringstraat 18 in Gouda.

## Geschiedenis
Al in de 19e eeuw was er sprake van rooms-katholiek onderwijs in Gouda. De plaatselijke Sint-Vincentiusvereniging nam in 1850 het initiatief hiertoe. In 1854 werd in een pand aan de Westhaven, Het Dubbeld Ancker, een klooster gesticht van de zusters Franciscanessen uit Oudenbosch. Zij verzorgden daar het onderwijs aan rooms-katholieke meisjes en leidden een bewaarschool. In oktober van datzelfde jaar begon het Rooms-Katholieke Schoolbestuur met zijn werkzaamheden. Het duurde nog tot 30 april 1906 voordat de toenmalige deken van Gouda, Petrus Claudius Theodorus Malingré de nieuwe lagere school voor jongens aan de Spieringstraat kon openen. Deze school kreeg de naam Sint-Aloysiusschool, genoemd naar de Italiaanse heilige Aloysius Gonzaga. De school werd gebouwd op de plaats waar de zeepziederij De Hamer van Theodorus Pieter Viruly heeft gestaan. De school bestond uit twee delen, een zogenaamde voorschool en een achterschool. De voorschool was bedoeld jongens die verder gingen leren, de achterschool was bedoeld voor jongens die na de lagere school een beroepsopleiding zouden krijgen. Dat er ook sprake was van standsverschil zou blijken uit de namen die in de volksmond aan de beide scholen werden gegeven. De voorschool werd de schoenenschool genoemd en de achterschool kreeg de bijnaam klompenschool. In latere jaren werd de scholen gekoppeld aan een van de beide Goudse parochies, de voorschool aan de parochie Onze Lieve Vrouwe Hemelvaart van de Kleiwegkerk en de achterschool aan de Jozefparochie van de Gouwekerk. De achterschool kreeg ter onderscheiding van de voorschool ook een andere naam, de Sint Stanislaus Kostkaschool, genoemd naar de Poolse heilige Stanislaus Kostka. Beide scholen fuseerden in 1958. In 1966 werd de rooms-katholieke meisjesschool opgenomen in de school aan de Spieringstraat. In 1995 fuseerde de school met de rooms-katholieke school aan het Aalberseplein in Gouda Noord. Sinds 1993 is er de vroegere achterschool een peuterspeelzaal en een instelling voor kinderopvang gehuisvest. Het gebouw zelf heeft de naam Sint-Aloysiusschool behouden.

## Het gebouw
Het gebouw werd ontworpen door de Goudse architect Christianus Petrus Wilhelmus Dessing, die ook de Gouwekerk en het parochiehuis in Gouda ontwierp. Het gebouw ligt aan de voorzijde aan het grachtje van de Spieringstraat. Boven de ingang aan de linkerzijde is een gemetselde boog de naam van de school ST. ALOYSIUS SCHOOL aangebracht. Bij het 100-jarig bestaan van de school in 2006 is een Frans beeld van de heilige Aloysius geplaatst in de nis boven de linkerdeur. Beide delen van de school zijn te bereiken via bruggen over de gracht. Het gebouw heeft de status van een gemeentelijk monument.

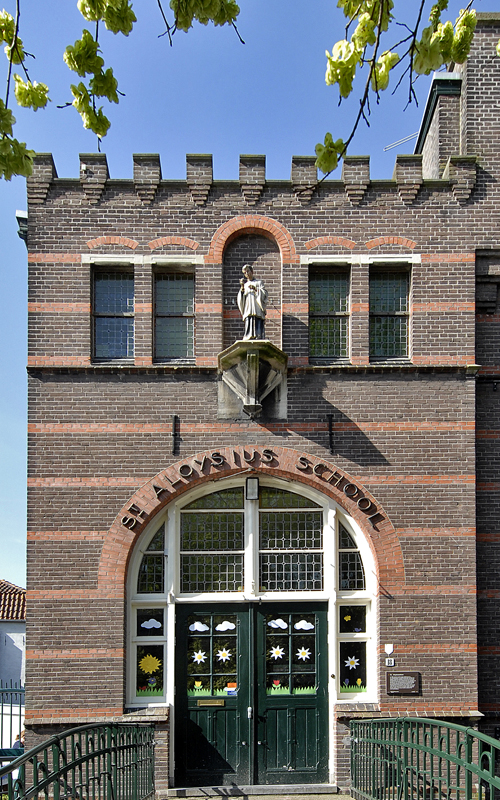
Ingang van de school
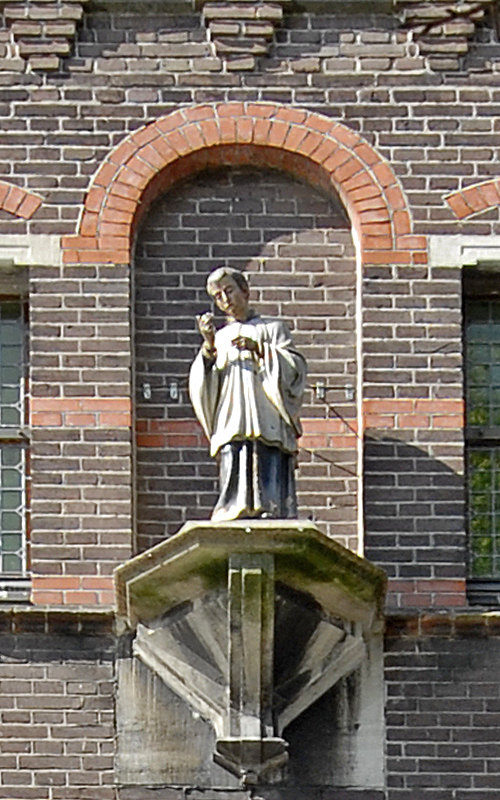
De heilige Aloysius